# Niagara-on-the-Lake
Niagara-on-the-Lake – miasto (ang. town) w Kanadzie, w prowincji Ontario, w regionie Niagara. Miasto jest położone w rogu uformowanym przez jezioro Ontario i wpływającą do niego rzekę Niagara, która tworzy granicę między Kanadą i USA.
Po drugiej, amerykańskiej stronie rzeki jest zabytkowy Fort Niagara. Wodospad Niagara leży około 20 km na południe od miasta.
Liczba mieszkańców Niagara-on-the-Lake wynosi 17 511 osób (2016). Język angielski jest językiem ojczystym dla 74,5%, francuski dla 1,6% mieszkańców (2006).
Niagara-on-the-Lake jest jednym z najstarszych miast w prowincji Ontario. Najpierw znane jako Butlersburg, otrzymało prawa miasteczka w 1781 pod nazwą Newark. Pierwszymi osadnikami byli Lojaliści, uchodzący ze Stanów Zjednoczonych.
Miasto zostało pierwszą stolicą Górnej Kanady, późniejszej prowincji Ontario. Pierwszy parlament prowincjalny spotkał się w mieście w 1792. Niedługo potem, w 1796, stolicę przeniesiono do Yorku, późniejszego Toronto. Wtedy miasto zmieniło nazwę z Newark na Niagara. Około roku 1900 oficjalnie zmieniono nazwę na obecną, by uniknąć pomyłek z nazwą pobliskiego miasta Niagara Falls.

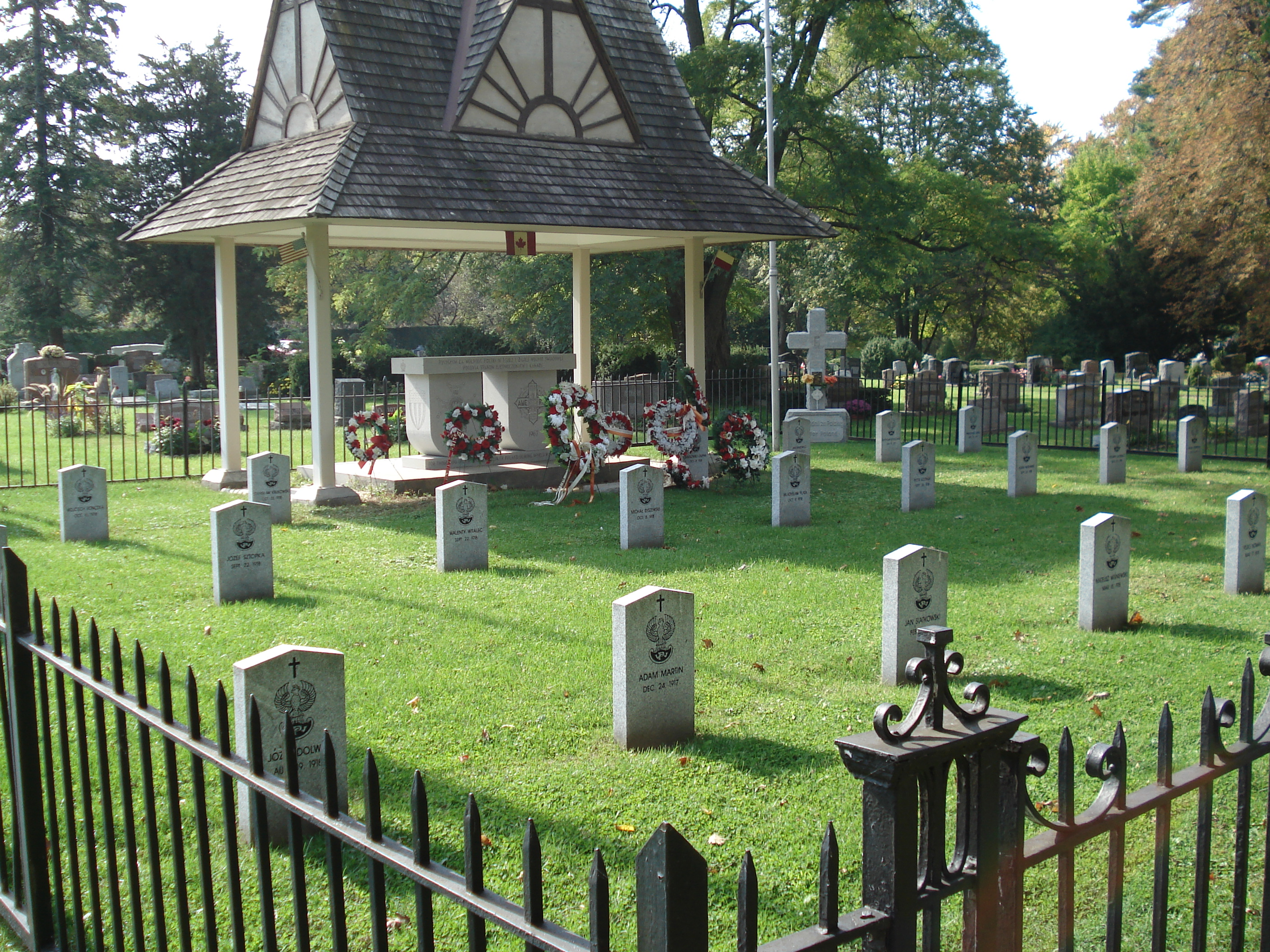
Polski cmentarz wojskowy, na którym pochowani są żołnierze Błękitnej Armii zmarli podczas pandemii grypy hiszpanki w 1918

W czasie wojny brytyjsko-amerykańskiej miejsce zaciętych walk, głównie o znajdujący się obok miasta Fort George. 27 maja 1813 Amerykanie zdobyli fort i miasto, utrzymując się w nim prawie do końca roku. W grudniu 1813 Amerykanie wycofując się z miasta spalili je. Po odzyskaniu miasta Brytyjczycy zbudowali niedaleko zrujnowanego starego fortu nowy, mniejszy Fort Mississauga. Zrekonstruowany w latach 30. i 40., Fort George jest obecnie otwarty dla turystów jako muzeum. Fort Mississauga jest dobrze zachowaną ruiną, również dostępną do zwiedzania.
Podczas I wojny światowej pod miasteczkiem funkcjonował Tadeusz Kosciuszko Camp – ośrodek szkoleniowy dla polskich ochotników do armii polskiej organizowanej przez państwa Ententy która później była znana jako Armia Błękitna pod dowództwem generała Hallera. W ośrodku przeszkolono ogółem 23 tys. żołnierzy.
W 1918 epidemia grypy zabrała życie 41 rekrutów, z których 25 za zgodą władz zostało pochowanych na ziemi w pobliżu centrum szkoleniowego. Tak powstał najprawdopodobniej jedyny polski cmentarz wojskowy na terenie Ameryki Północnej. Tradycyjnie w czerwcu każdego roku odbywają się na cmentarzu uroczystości pamiątkowe które przyciągają Polonię z całego Ontario i wschodnich Stanów Zjednoczonych.
27 listopada 1923 generał broni Józef Haller, w obecności doktora Michała Straszewskiego, konsula generalnego w Montrealu, odznaczył pomnik polskich żołnierzy Krzyżem Srebrnym Orderu Wojskowego Virtuti Militari.
Miasteczko jest dziś dużą atrakcją turystyczną. Jego położenie nieco na uboczu i stara architektura tworzą miły kontrast z komercyjną i kiczowatą zabudową zatłoczonego Niagara Falls. W mieście co roku odbywa się festiwal teatralny Shaw Festival, któremu patronuje irlandzki noblista George Bernard Shaw. Pomnik pisarza, dłuta Elizabeth Bradford Holbrook, znajduje się przy głównej ulicy miasta, naprzeciwko teatru „Royal George”.
Z miasta pochodzi hokeista polskiego pochodzenia, Zenon Konopka.